# 바니와 오빠들
《바니와 오빠들》은 2025년 4월 11일부터 2025년 5월 17일까지 방송된 MBC 금토 드라마이다.

## 기획 의도
흑역사로 남아버린 첫 연애 이후, 갑자기 다가온 매력적인 남자들과 엮이게 된 바니의 남친 찾기 로맨스

## 제작진

### 제작사
- 카카오엔터테인먼트

### 제작
- 장세정

### 극본
- 성소은 : 네이버TV 웹 드라마 《나의 이름에게》(각색), 플레이리스트 드라마 《트웬티 트웬티》(집필) 집필

- 이슬 : 《연애플레이리스트 1》(집필), 《연애플레이리스트 2》(집필), 웹 드라마 《이런 꽃같은 엔딩》(집필), 《연애플레이리스트 3》(집필), 《연애플레이리스트 4》(집필), 웹 드라마 《엑스엑스(XX)》(집필), U-NEXT 웹 드라마 & KBS JOY 플레이리스트 드라마 《디어엠》(집필) 등 집필

### 연출
- 김지훈 : MBC 4부작 토요특집 드라마 《이벤트를 확인하세요》(연출), MBC 금토드라마 《꼭두의 계절》(공동연출) 등 연출

## 등장 인물

### 주요 인물
- 노정의 : 반희진 (21살) 역 - 예인대 조소과 2학년

성적도, 성격도 최상위 티어. 연애만 빼면 모든 게 완벽한 토끼 같은 헌내기.
사랑 듬뿍 받고 자란 애지중지 귀한 외동딸. 재열의 연인.
- 이채민 : 황재열 (23살) 역 - 예인대 시각디자인과 2학년

예인대 시디과의 과대, 겉은 차갑지만 내면은 누구보다 뜨거운 외강내유 예인대 공식 알파메일. 희진의 연인.
- 조준영 : 차지원 (24살) 역 - 예인대 조소과 2학년

재벌 손자, 백 점짜리 남친 후보, 모든 것을 타고난 남주 재질의 정석.
없는 거 빼고 다 가진 상위 0.1%의 남자.
- 김현진 : 조아랑 (26살) 역 (2회 ~ 4회 특별출연) - 예인대 조소과 졸업

존재 자체가 플러팅, 예술계의 아이돌.
현재 예술계에서 가장 촉망 받고 있는 핫한 조각가. 활동명은 제이.
- 홍민기[2] : 진현오 (22살) 역 (6회, 11회 ~ 12회) - 가운대 사회체육학과 2학년

다시 만난 바니의 첫사랑, 정변의 아이콘.
프로 농구계의 떠오르는 샛별로 불리는 농구 유망주.

### 바니 주변 인물
- 남규희 : 권보배 (21살) 역 - 예인대 연극영화과 2학년

바니와 초중고를 함께 졸업한 찐 소꿉친구
- 최지수 : 남꽃님 (21살) 역 - 예인대 언론홍보학과 2학년, 바니와 보배의 고등학교 동창.

- 이지훈 : 반영민 (50대 초반) 역 - 바니의 아버지, 가정주부. 바니가 가장 사랑하는 유일무이한 남자로, 알고 보면 진정한 승자. 현경의 남편.

- 김재화 : 김현경 (40대 후반) 역 - 바니의 어머니, 배구 코치. 영민의 아내.

### 열 주변 인물
- 김민철 : 이동하 (23살) 역 - 예인대 시각디자인과 2학년

재열의 가장 친한 친구
- 왕빛나 : 임경화 (40대 중반) 역 - 재열의 어머니

40대라곤 믿기지 않는 외모와 몸매의 소유자
- 전소영 : 한여름 (23살) 역 - 예인대 언론홍보학과 조기졸업

재열의 첫사랑이자 최연소 스포츠 아나운서

### 원 주변 인물
- 채제니 : 차혜원 (20살) 역 - 유학 준비 중

오빠 지원의 껌딱지이자 실질적 지원의 첫사랑

### 예인대학교
- 전준호 : 천춘식 (21살) 역 - 예인대 시각디자인과 2학년

재열과 동하의 시디과 후배이자 패거리 중 한 명
- 이태희 : 방호동 (21살) 역 - 예인대 시각디자인과 2학년

재열과 동하의 시디과 후배이자 패거리 중 한 명
- 김현목 : 고봉수 (22살) 역 - 예인대 철학과 휴학

바니의 현 남친, 그러나 곧 전 남친이 될 인물.
- 조현아 : 박혜영 (30대 후반) 역 - 예인대 조소과 교수

예인대 조소과의 전임 교수, 직설적인 피드백으로 상처를 줄 때도 많지만 반대로 잘 하는 제자들에겐 칭찬도 후한 편.
- 정예녹 : 정민주 (21살) 역 - 예인대 조소과 2학년

바니의 조소과 동기이자 현 조소과의 부과대
- 김주미 : 오유리 (21살) 역 - 예인대 조소과 2학년

바니의 조소과 동기
- 진세림 : 민지영 (21살) 역 - 예인대 서양화과 2학년

바니의 학생회 친구, 조각가 제이의 열혈 팬이다.

### 특별출연
- 최보민 (1회)

- 이진우 (1회)

- 홍석천 (3회)

## 시청률
최저 시청률과 최고 시청률은 시청률 조사회사와 지역별로 시청률에 차이가 있을 수 있습니다.
| 2025년 | 2025년   | 2025년             | 2025년         | 2025년       |
| 회차   | 방송일   | 부제               | 닐슨 시청률    | 닐슨 시청률  |
| 회차   | 방송일   | 부제               | 대한민국(전국) | 수도권(서울) |
| ------ | -------- | ------------------ | -------------- | ------------ |
| 제1회  | 4월 11일 | 다이나믹한 새 학기 | 1.3%           | -            |
| 제2회  | 4월 12일 | 지독한 운명        | 0.9%           | -            |
| 제3회  | 4월 18일 | 썸과 쌈            | 1.5%           | -            |
| 제4회  | 4월 19일 | 나만 모르는 직진   | 1.1%           | -            |
| 제5회  | 4월 25일 | 설렘주의보         | 1.1%           | -            |
| 제6회  | 4월 26일 | 우리 사이는...     | 0.9%           | -            |
| 제7회  | 5월 2일  | 오해와 이해        | 0.8%           | -            |
| 제8회  | 5월 3일  | 전하지 못한 진심   | 0.7%           | -            |
| 제9회  | 5월 9일  | 설렘 무장해제      | 1.2%           | -            |
| 제10회 | 5월 10일 | 꺼지지 않은 불씨   | 0.8%           | -            |
| 제11회 | 5월 16일 | 예상치 못한 재회   | 0.9%           | -            |
| 제12회 | 5월 17일 | 첫사랑             | 0.8%           | -            |

## OST
- Part.1 아이사 (스테이씨) - 별의 흔적 (2025.04.11 발매)
- Part.2 DENI - Sunshine (2025.04.12 발매)
- Part.3 정세운 - 너의 그림 속에 하나가 되어 (2025.04.18 발매)
- Part.4 우디 (Woody) - 매일이 되어줄게 (2025.04.26 발매)
- Part.5 정승환 - 내가 뭘 더 (2025.05.02 발매)
- Part.6 드래곤 포니 - 네가 쏟아진다 (2025.05.03 발매)
- Part.7 경서 - 우리의 바다 (2025.05.09 발매)
- Part.8 정효빈 - 하루의 끝 (2025.05.10 발매)

## 참고 사항
- 노정의, 이채민, 김민철은 2024년에 방송된 넷플릭스 금요드라마 〈하이라키〉 이후로 1년 만에 재회하는 작품이다.
- 이슬 작가와 노정의, 조준영, 홍민기는 2025년에 방송된 KBSJOY 월화드라마 〈디어엠〉에 이어서 두 번째로 호흡을 맞추게 된 작품이다.
- 원래 4월 4일에 첫 방송 예정이었으나, 윤석열 대통령 탄핵 선고로 인한 뉴스특보가 편성되면서 일주일 연기되었다.
- 이슬 작가의 전작 〈디어엠〉이 편성 지연으로 2025년 4월 14일부터 방영을 시작하면서, 일주일 차이로 겹치기 편성이 이루어졌다.[4]
- 드라마가 촬영된 배경은 서울시립대학교 캠퍼스이다.

## 같이 보기
- 대한민국의 텔레비전 드라마 목록 (ㅂ)
- 2025년 대한민국의 텔레비전 드라마 목록